# 烏克蘭國家傳奇
烏克蘭總統獎「烏克蘭國家傳奇」（烏克蘭語：Відзнака Президента України «Національна легенда України）是烏克蘭國家獎之一，是由烏克蘭總統頒發的獎項，用於表彰在建立獨立的烏克蘭、加強其國家主權、保衛祖國和服務烏克蘭人民方面有突出個人貢獻的公民，以及在發展國家經濟、科學、教育、文化、藝術、體育、衛生保健等領域做出重大貢獻，和積極參與慈善和社會活動的烏克蘭公民、外國人和無國籍人士。

## 設計

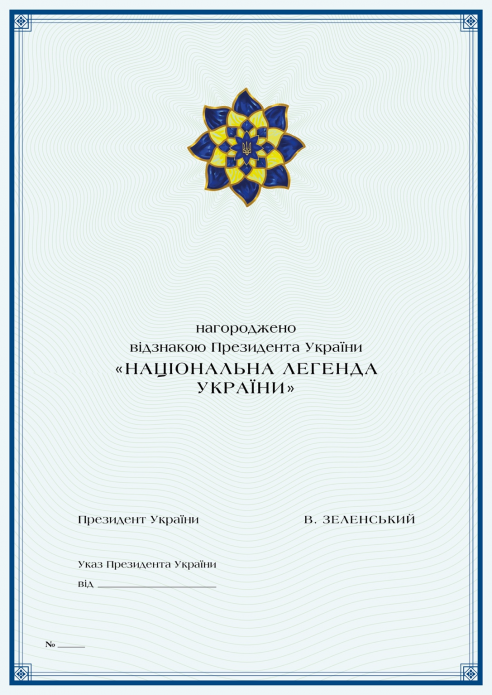
烏克蘭國家傳奇證書

烏克蘭國家傳奇由烏克蘭總統弗拉基米爾·澤連斯基於2021年7月14日頒布法令設立。
該法令指示烏克蘭政府需在一周內成立一個委員會，負責舉辦全國性的比賽，選出最佳的獎章設計。並根據比賽結果，在2021年8月9日之前，向烏克蘭總統提交關於這項獎章的規定、設計和證書的草案。
7月28日，烏克蘭內閣通過第768號決議，批准了關於全國最佳獎章設計競賽的規定，並成立了競賽委員會。7月29日，烏克蘭文化與資訊政策部宣佈舉辦全國最佳獎章設計競賽，競賽目標是設計烏克蘭總統獎「烏克蘭國家傳奇」。
競賽從7月29日到8月6日舉行，接受獎章設計的截止日期是8月4日。8月6日，在全國最佳獎章設計競賽委員會的會議上，宣佈烏克蘭珠寶設計師古澤瑪·米哈伊利芙娜的作品為勝出者。8月16日，澤倫斯基簽署一項法令，批准了關於該獎章的規定、獎章設計和該獎章證書樣本的設計。

## 資格和程序
烏克蘭國家傳奇可授予烏克蘭公民、外國人和無國籍人士，其授予由烏克蘭總統根據法律規定進行，並於每年烏克蘭獨立日頒發。被授予烏克蘭國家傳奇的人士會收到規定樣式的勳章和A4格式的證書。烏克蘭國家傳奇的頒發按照2003年2月19日烏克蘭總統第138號命令批准的《提名和頒發烏克蘭國家獎勵的程序》進行。

## 獎章
獎章是由黃金製成，呈現出一朵風格化的花朵。花瓣按照從大到小的順序分成五層，每層有八片花瓣。第一層花瓣覆蓋著藍色的琺瑯，第二層是黃色，如此類推，而花瓣的邊緣是金色。在獎章的中心，有一個代表弗拉基米爾大公國的浮雕標誌。獎章面積45毫米。在獎章的背面，有一個扣子，用於固定在衣服上，並有其序號。獎章的縮小版是由黃色金屬製成，是獎章的縮小（面積20毫米）圖像。在獎章縮小版的背面，有一個針和一個夾子，用於固定在衣服上。

## 佩帶規定
獎章應佩戴在胸前左側，如果受勳者有其勳章，則應將其放在其他勳章略章下方或其後勳章之後。受勳者可佩縮小版戴勳章，縮小版應佩戴在胸前左側。

## 知名受勳者及圖集
烏克蘭國家傳奇分別在2021年8月22日、2022年8月21日和2023年8月23日頒發。
第一屆受勳者包括1975年歐洲金球獎獲得者奧列格·布洛堅、羅馬尼亞裔烏克蘭人流行音樂創作歌手索菲亞·羅塔璐和烏克蘭作曲家米羅斯拉夫·斯科里克（追授）等。
第二屆受勳者包括烏克蘭藝術家瑪麗亞·普里馬琴科（追授）、烏克蘭歌劇男高音阿納托利·索洛維亞年科（追授）和烏克蘭足球員安德烈·舒夫真高等。
第三屆受勳者包括烏克蘭英雄德米特羅·科丘拜洛（追授）、烏克蘭音樂家塔拉斯·彼得林年科和移民烏克蘭的日本志願者土子文則等。

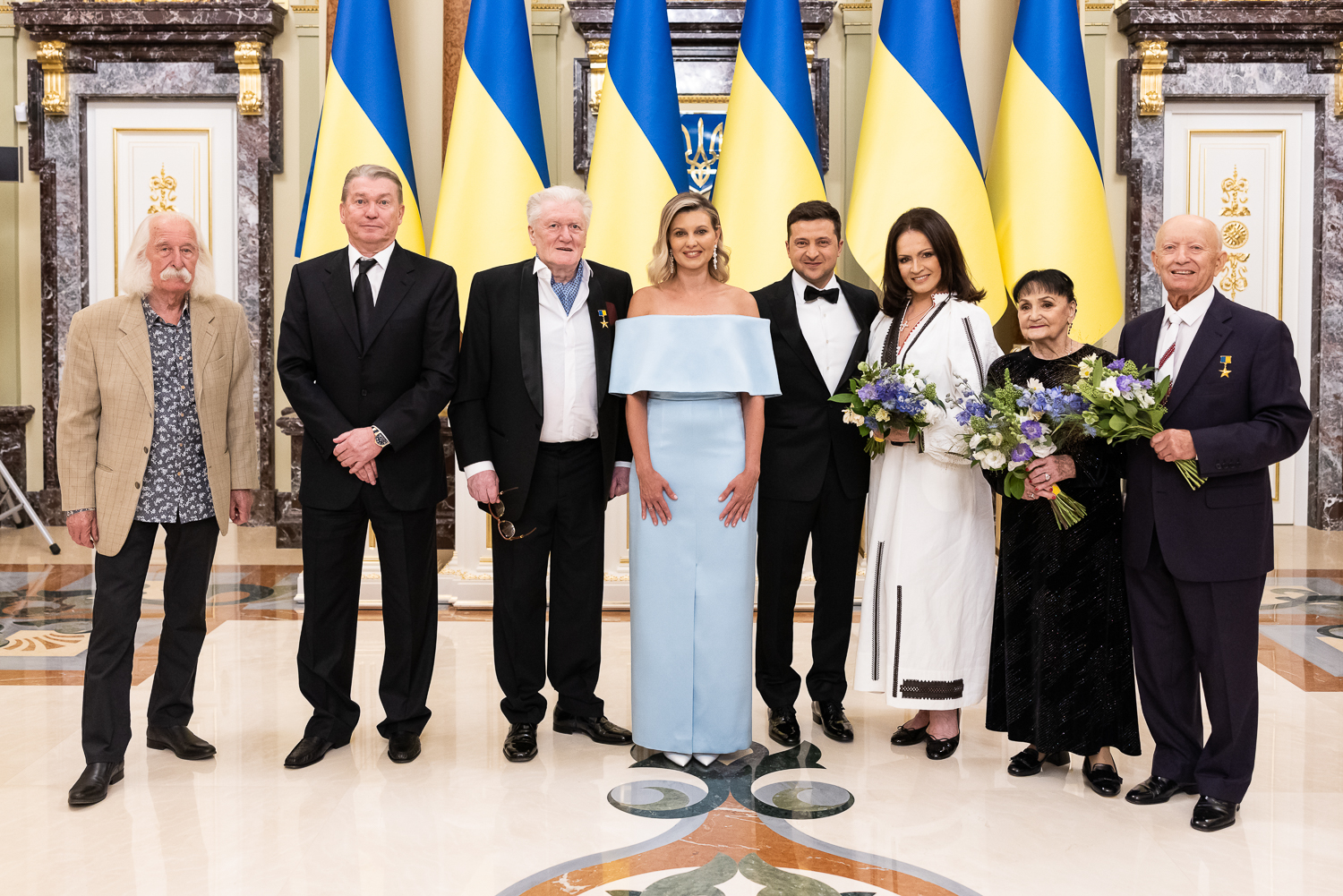
第一屆烏克蘭國家傳奇頒獎禮
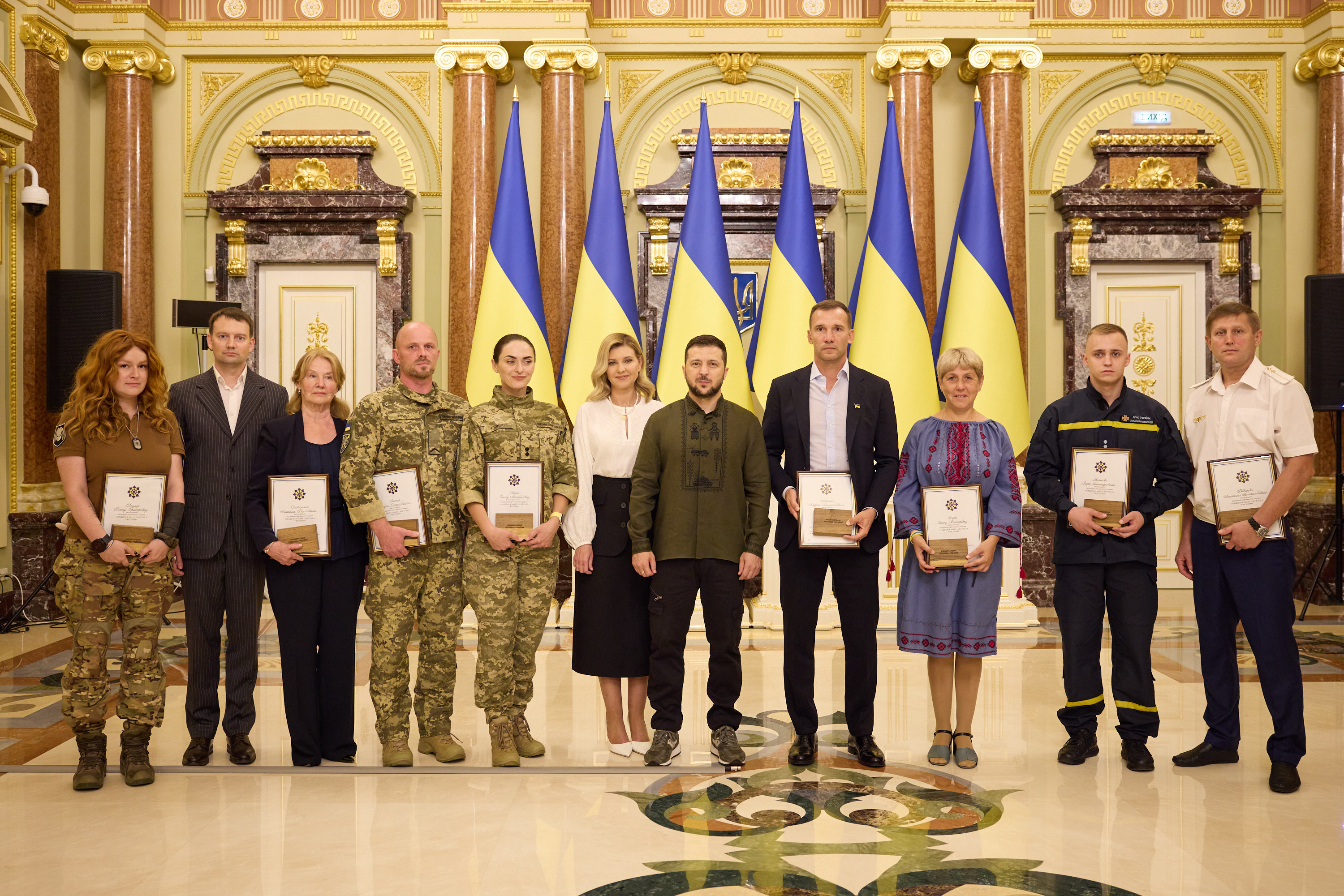
第二屆烏克蘭國家傳奇頒獎禮

## 另見
- 最偉大的烏克蘭人
- 烏克蘭英雄
- Category:烏克蘭國家傳奇